# Fontaine du mariage
La fontaine du mariage (Vermählungsbrunnen ; du nom de la scène représentée du mariage de Marie et Joseph ; également : Josefsbrunnen) est une fontaine située sur le Hoher Markt dans le centre-ville de Vienne.

## Histoire

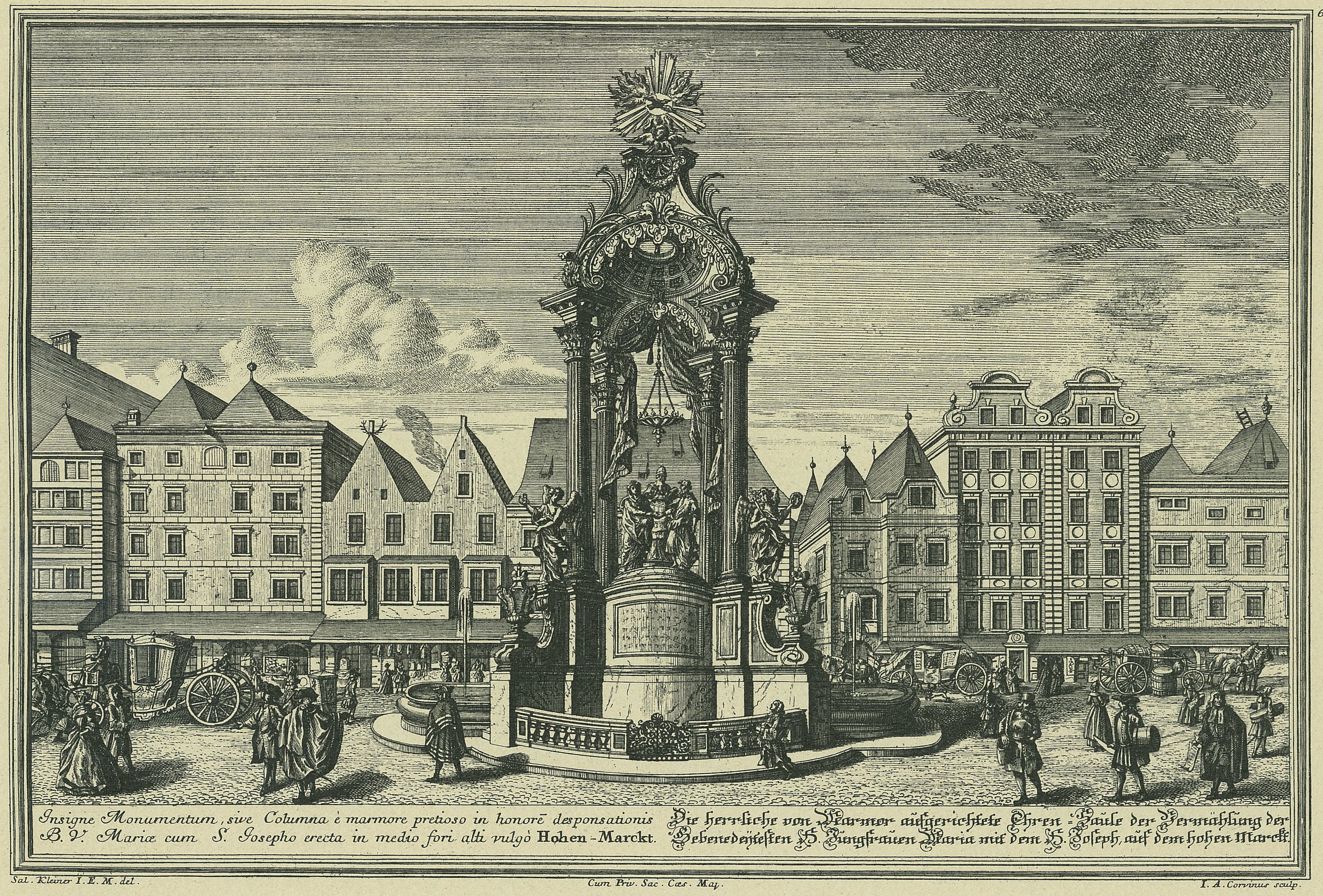
Fontaine de mariage, gravure de Salomon Kleiner vers 1750

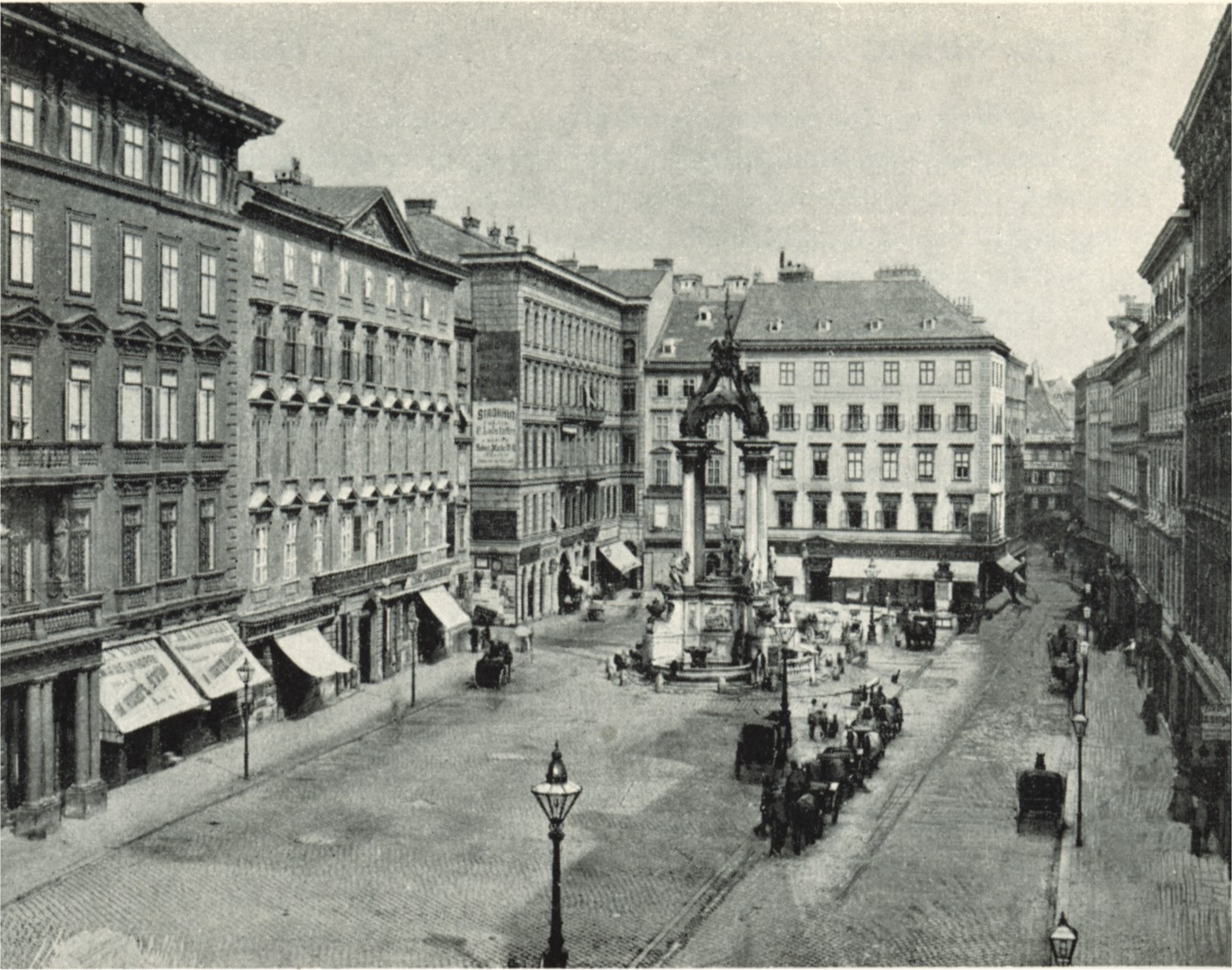
Grand marché et fontaine de mariage vers 1898

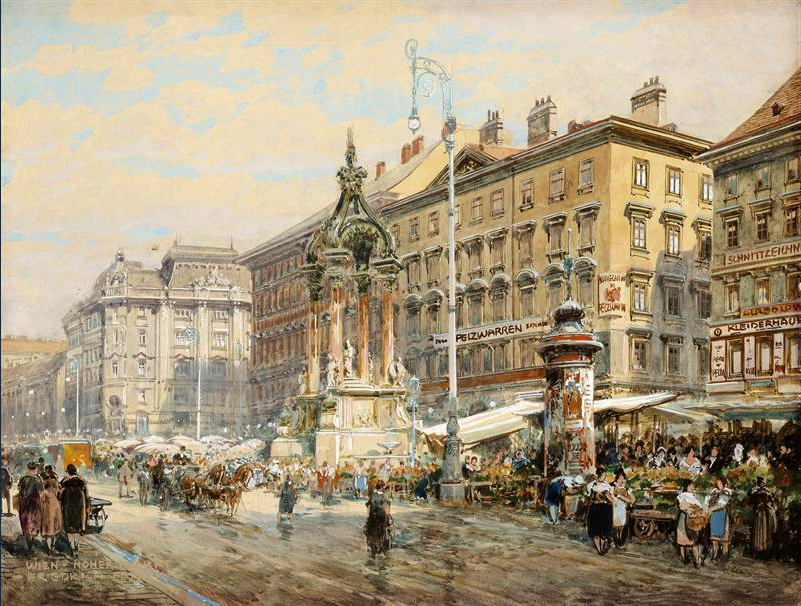
Friedrich Frank (peintre) : Hoher Markt et fontaine du mariage

### La colonne de Joseph
Le monument votif remonte à un vœu que l'empereur Léopold Ier fit en 1702 dans le souci du retour de son fils Joseph du siège de la forteresse palatine de Landau (pendant la guerre de Succession d'Espagne). Ce vœu ne fut prononcé qu'après le siège de la forteresse palatine de Landau. La mort de l'empereur (5 mai 1705) fut rachetée par ses fils. Sous Joseph Ier, un monument en bois fut  réalisé sur un projet de l'architecte de la cour Johann Bernhard Fischer von Erlach et érigé le 19 mars 1706 sur le Hoher Markt. L'aspect de cette colonne Saint-Joseph, qui n'était pas une fontaine, est attesté dans une gravure de 1706 et dans la vue du Hoher Markt de 1715 ; Comme la fontaine d'aujourd'hui, elle était dédiée au mariage des parents de Jésus. Une base pivotante sur quatre côtés contenait l'inscription sous un relief sur le devant : « Viro Mariae de qva natvs est / Iesus / Austria Tvtelari / Leopoldo magno vovente / Iosephus I. Roman. Imperator / Semper Avgvstvs Erexit / M. DCC. VI.
Deux statues féminines de part et d'autre du socle représentaient l'humilité et la pureté ; sous « humilité » on pouvait lire : « Hvmilitas / erexit evm / ab / hvmilitate / ipsivs » (« L'humilité l'a élevé de sa propre humilité »), sous la « pureté » se trouvaient les mots : « Pvritas / flores / mei / frvctvs / honoris / ethonestatis » (« Pureté, tu fleuris comme le fruit de mon honneur »).
La base portait les statues de Marie, de Joseph et du grand prêtre ainsi que six colonnes d'ordre corinthien, elles-mêmes couronnées par une haute tour avec le symbole de la Trinité.

### La nouvelle fontaine du mariage
Le monument votif en bois étant devenu vétuste, l'empereur Charles VI le fit  démolir en 1725 et remplacer par un monument baroque, de 18 m de haut sur des colonnes corinthiennes en marbre blanc d'après un dessin de Joseph Emanuel Fischer von Erlach. La pose de la première pierre eut lieu le 14 août 1729 et la consécration par le cardinal comte Kollonitsch le 14 avril 1732. L'architecture du monument vient du tailleur de pierre de la cour Elias Hügel. Les quatre figures d'anges sur les saillies de la base et les trois figures du groupe nuptial sont l'œuvre d'Antonio Corradini. Le dais en bronze avec une couronne auréolée, décorée de motifs ornementaux et végétaux, rappelle une houppa, c'est-à-dire un auvent de mariage juif. Les deux vasques rondes avec fontaines ont été conçues par Lorenzo Mattielli.
L'aqueduc Hernals qui l'alimentait fut renforcé en incorporant la source principale de l'Als. La pression d'eau plus élevée a permis d'approvisionner également d'autres puits de la ville, même si cela a entraîné une baisse significative du niveau d'eau dans l'Alserbach.
Les quatre statues d'anges de la base soutiennent quatre colonnes corinthiennes sur lesquelles repose un dais en bronze. Le maître tailleur de pierre de la cour Elias Hügel a été chargé de concevoir la base monumentale et les colonnes en Untersberger Forellenmarmor, une pierre calcaire dense, ainsi que les bassins de fontaines et les supports de chaîne en pierre Kaiser la plus dure,.
Endommagée par les bombes pendant la guerre en 1944, la Josefsbrunnen a été restaurée entre 1950 et 1955, et le sculpteur Wander Bertoni a restauré la tête détruite de la statue de la Vierge Marie.

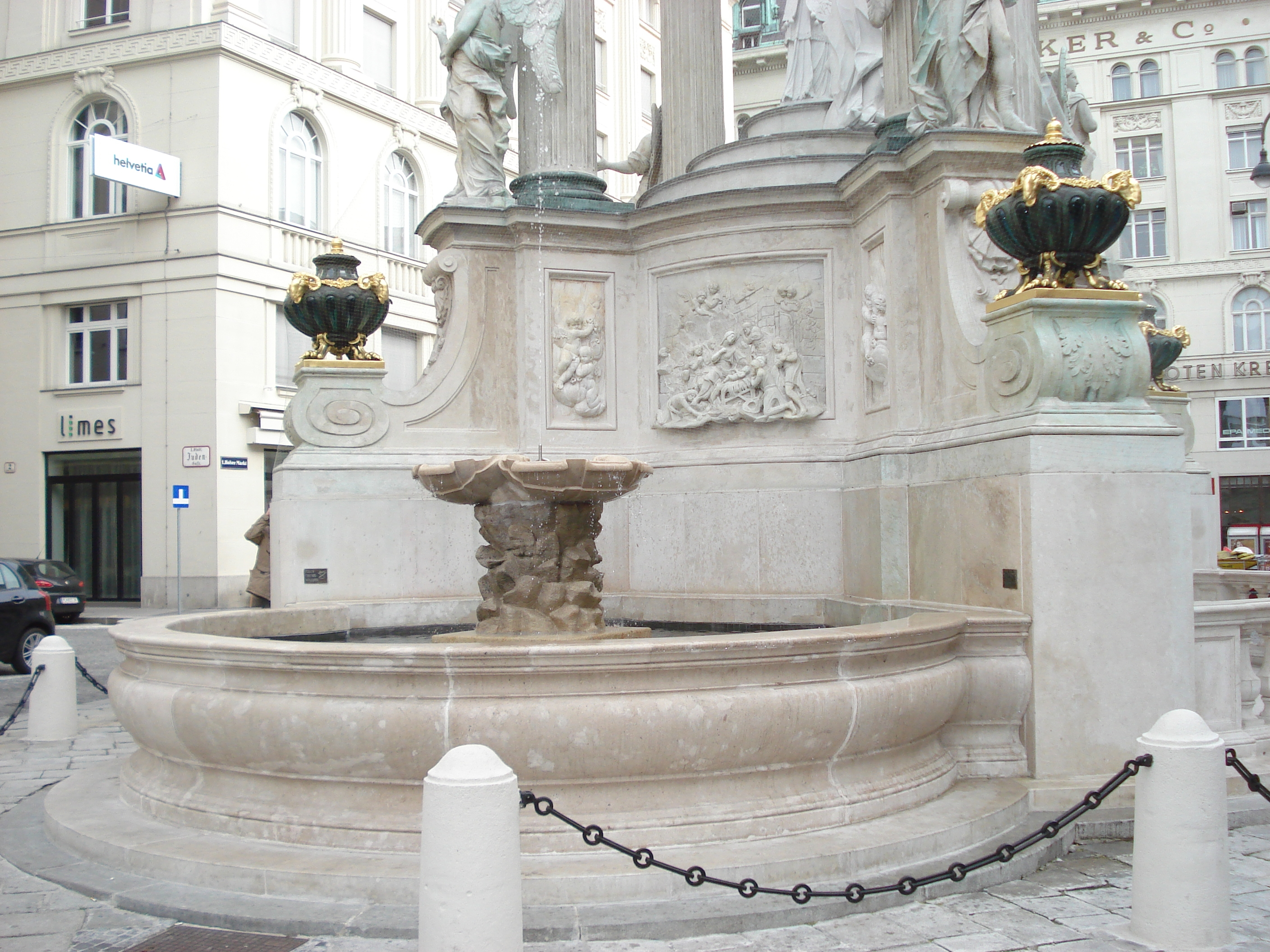
Bassin de la fontaine
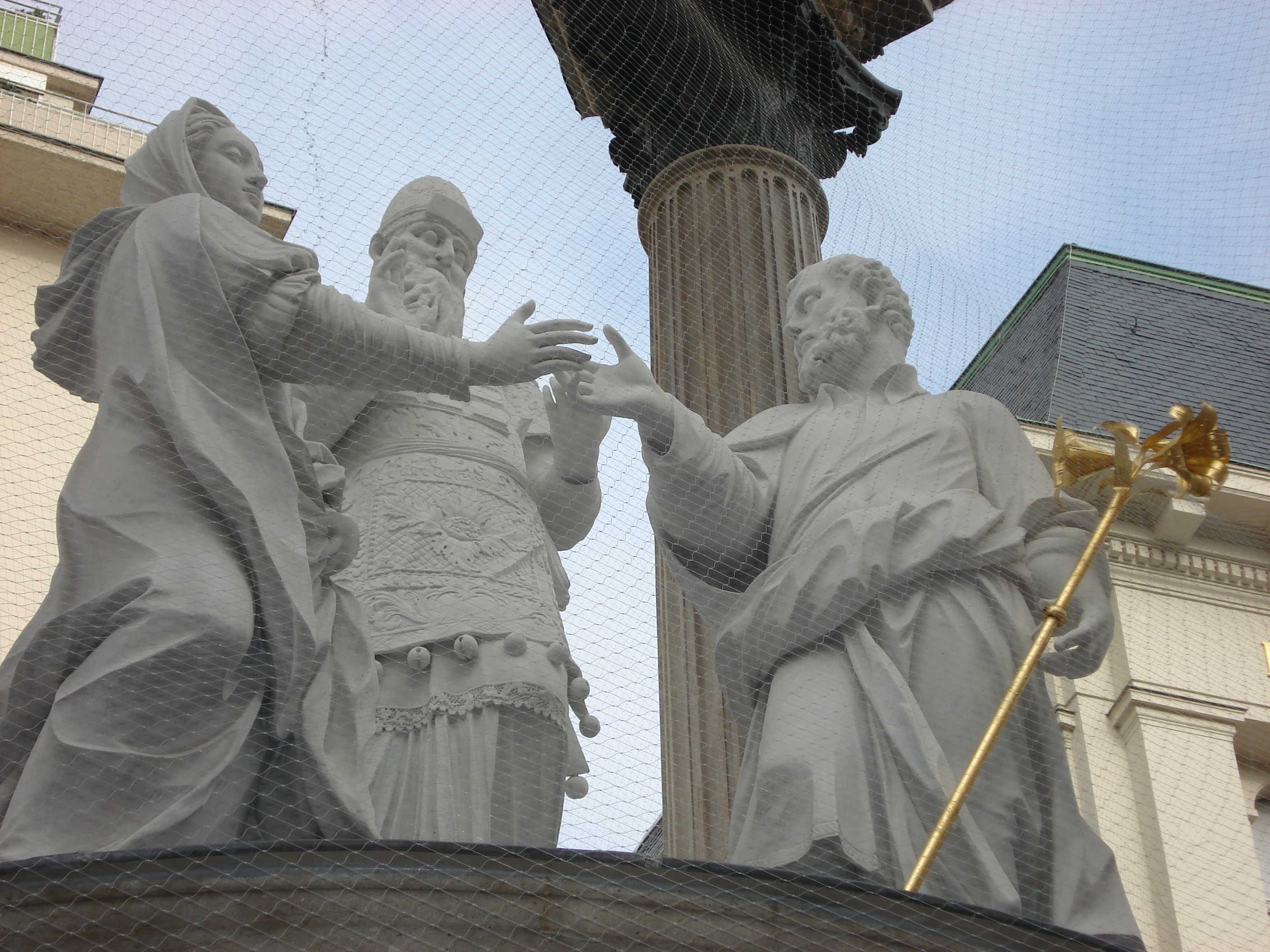
Le mariage

## Liens web
- Office fédéral des monuments : Fontaine de mariage sur le Hoher Markt
- Vermählungsbrunnen
- La fontaine du Hoher Markt à Vienne. Dans : Journal général de la construction, 1879 sur Anno (journaux autrichiens en ligne)
- La fontaine des mariages du Hoher Markt est de nouveau opérationnelle